# Jan Marcus
Jan Marcus (* 21. März 1983 in Lippstadt) ist ein deutscher Ökonom und Professor für Angewandte Statistik an der Freien Universität Berlin.

## Leben
Jan Marcus studierte Politik- und Verwaltungswissenschaft sowie Volkswirtschaftslehre an der Universität Konstanz und der Marmara-Universität in Istanbul. Anschließend promovierte er 2013 am Deutschen Institut für Wirtschaftsforschung (DIW Berlin) und der Technischen Universität Berlin unter der Betreuung von Gert G. Wagner und Thomas Siedler. Von 2015 bis 2022 war er Juniorprofessor für Ökonometrie an der Universität Hamburg. Seit 2022 ist er Universitätsprofessor für Angewandte Statistik am Fachbereich Wirtschaftswissenschaft der Freien Universität Berlin.

## Forschung
Seine Forschung konzentriert sich auf die Untersuchung der Auswirkung verschiedener bildungs- und gesundheitspolitischer Maßnahmen, wie zum Beispiel die G8-Schulreform, die Einführung von Studiengebühren, Sportgutscheine oder Alkoholverkaufsverbote. Darüber hinaus setzt er sich für die Verbesserung des wissenschaftlichen Prozesses durch Replikation und Reproduzierbarkeit ein, mit einem besonderen Fokus auf die Bereitstellung von Replikationscode.

## Auszeichnungen
2018 erhielt Jan Marcus den Deutschen Wirtschaftspreis der Joachim Herz Stiftung, dotiert mit 25.000 Euro.

## Publikationen (Auswahl)
- The long-run effects of sports club vouchers for primary school children. American Economic Journal: Economic Policy 2022, 14(3), S. 128–165 (mit Thomas Siedler und Nicolas R. Ziebarth; Digitalisat).
- Replication Code Availability Over Time and Across Fields: Evidence from the German Socio-Economic Panel. Economic Inquiry, im Erscheinen (mit Lukas Fink; Digitalisat).
- The effect of unemployment on the mental health of spouses – Evidence from plant closures in Germany. Journal of Health Economics 2013, 32(3), S. 546–558 (Digitalisat).